# Hexadecan
Hexadecan ist ein langkettiges, lineares Alkan.

## Vorkommen
Hexadecan ist Bestandteil von Erdöl. Bestimmte Bakterien können unter anaeroben Bedingungen langkettige Alkane, beispielsweise aus Erdöl, zu Methan abbauen. Dieses Phänomen konnte anhand von Hexadecan nachvollzogen werden. Das ätherische Öl von Launaea lanifera (Gattung Dornlattich, Familie Asteraceae) enthält etwa 2 % Hexadecan. Hexadecan kommt in den Puppen des Amerikanischen Webebärs vor und dient vermutlich der Abwehr von Parasiten.

## Eigenschaften
Hexadecan ist eine farblose Flüssigkeit. Mit Ethanol und Diethylether ist es mischbar, in Wasser hingegen unlöslich.

## Verwendung
Dieseltreibstoff enthält unter anderem n-Alkane, die im Allgemeinen eine Kettenlänge zwischen neun und 24 aufweisen, wozu auch Hexadecan gehört. Die Cetanzahl gibt die Zündwilligkeit eines Kraftstoffs an. Da es besonders leicht zündet, wird Hexadecan als Referenzsubstanz verwendet und hat definitionsgemäß eine Cetanzahl von 100. Gelegentlich wird es als Referenzstandard für Gaschromatographie oder Gaschromatographie-Massenspektrometrie verwendet, beispielsweise in der Analyse von ätherischen Ölen oder Insektenpheromonen.